# Takamichi Kobayashi
Takamichi Kobayashi (japanisch 小林 高道 Kobayashi Takamichi; * 3. Januar 1979 in der Präfektur Niigata) ist ein ehemaliger japanischer Fußballspieler.

## Karriere
Kobayashi erlernte das Fußballspielen in der Schulmannschaft der Tokyo Gakkan Niigata High School. Seinen ersten Vertrag unterschrieb er 1997 bei den Albirex Niigata. Ende 2001 beendete er seine Karriere als Fußballspieler.